# Дайзенгаузен
Дайзенгаузен (нім. Deisenhausen) — громада в Німеччині, знаходиться в землі Баварія. Підпорядковується адміністративному округу Швабія. Входить до складу району Гюнцбург. Складова частина об'єднання громад  .
Площа — 11,67 км2. Населення становить 1472 ос. (станом на 31 грудня 2020).